# Bertalan Lányi

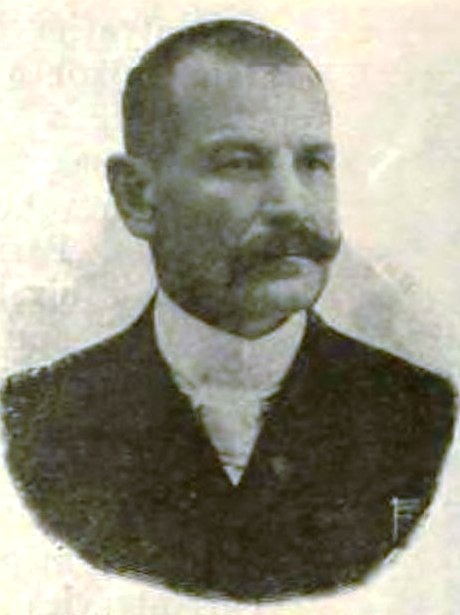
Bertalan Lányi, 1905

Bertalan Lányi von Késmárk (* 21. März 1851 in Hibbe, Komitat Liptau; † 15. Februar 1921 in Budapest) war ein ungarischer Politiker, Jurist und Justizminister (1905/06).

## Leben
Lányi absolvierte die Rechtsakademie in Eperjes und war von 1873 bis 1884 Anwalt in Liptószentmiklós. Anschließend war er bis 1889 Richter des Kreises Rimaszombat im Komitat Gömör és Kishont. Ab 1891 war Lányi im k.u. Justizministerium in Budapest tätig, wo er Arbeitskollege des späteren Justizministers Dezső Szilágyi war. 1895 wurde er Ministerialrat und Leiter der Abteilung für Gesetzesvorbereitung. Von 1905 bis 1906 war er in der Beamtenregierung von Géza Fejérváry Justizminister und im selben Zeitraum als Mitglied der Liberalen Partei Reichstagsabgeordneter für den Wahlkreis Liptószentmiklós.